# Lamssid
Lamssid (àrab: لمسيد, Lamsīd) és un comuna rural de la província de Boujdour de la regió de Laâyoune-Sakia El Hamra, al Sàhara Occidental. Segons el cens de 2014 tenia una població total de 572 persones